# Monastero del Salvatore e di Andronico
Il monastero del Salvatore e di Andronico, spesso indicato anche come monastero di Andronico (in russo Андроников монастырь?, Спасо-Андроников монастырь o Андроников Нерукотворного Спаса монастырь) è un monastero, situato sulla riva sinistra del fiume Jauza a Mosca, consacrato alla Sacra Immagine del Santo Salvatore acheropita ("non fatta da mani d'uomo"), e al cui interno si trova la più antica cattedrale ancora esistente a Mosca.

## Storia

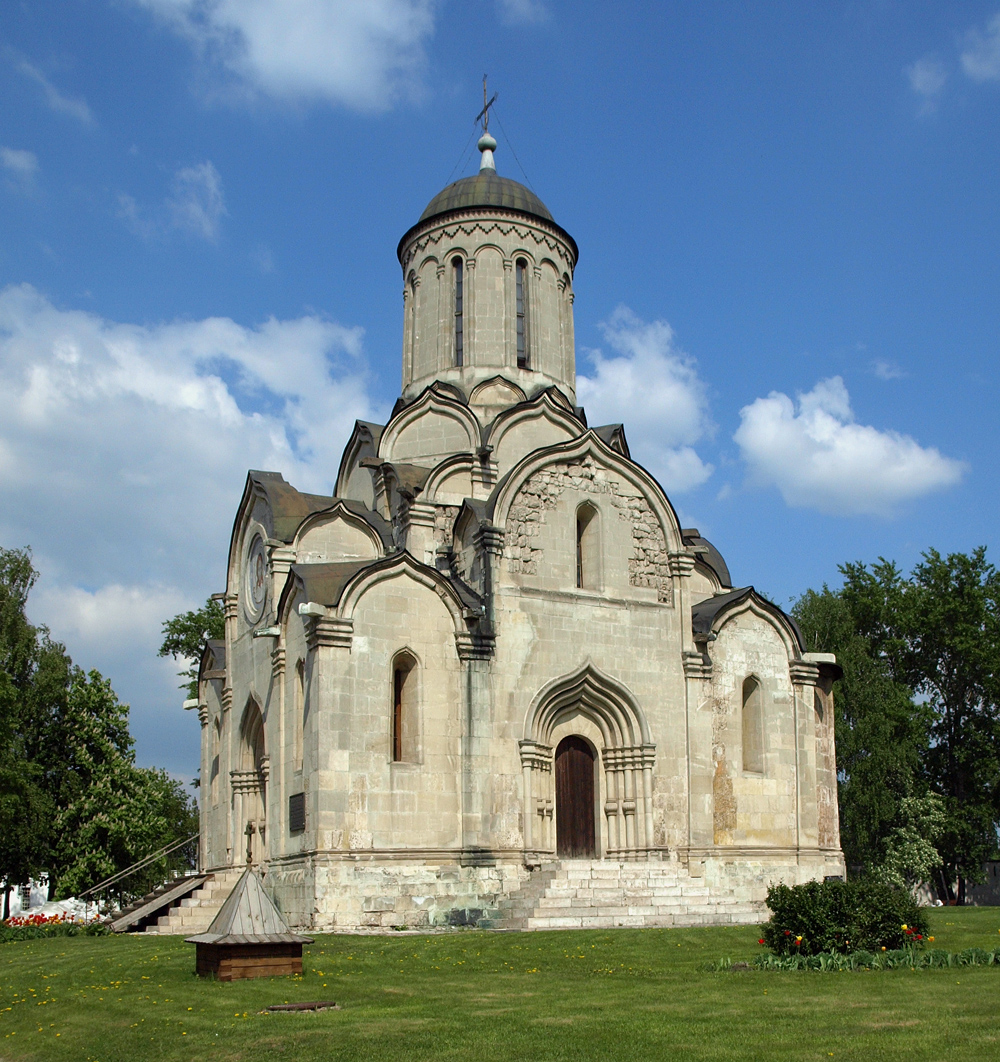
La cattedrale del Salvatore

### La Moscovia e l'Impero
Il monastero venne fondato nel 1357 dal metropolita Alessio, come ringraziamento per essere sopravvissuto a una tempesta. Il suo primo egumeno fu sant'Andronico, uno dei discepoli di san Sergio. La cattedrale del Salvatore, a quattro pilastri, venne costruita tra il 1420 ed il 1427. Il grande pittore medievale Andrej Rublëv trascorse gli ultimi anni della sua vita in questo monastero, ed è qui sepolto. Inoltre, una delle più grandi fosse comuni per laici (detta skudel'nica, in russo скудельница?) si trovava all'interno del convento.
Nella seconda metà del XIV secolo, un quartiere monastico si formò all'esterno delle mura del monastero di Andronico, ed ebbe inizio la produzione di mattoni, per il Cremlino che si andava edificando (1475). Dalla sua formazione, il monastero di Andronico fu uno dei centri della copiatura di libri della Moscovia. La collezione di manoscritti del convento comprendeva la maggior parte delle opere di Massimo il Greco. Nell'agosto del 1653, l'arciprete Avvakum venne tenuto agli arresti in questo monastero.
Il monastero di Andronico venne più volte saccheggiato (1571, 1611, 1812). Nel 1748 e nel 1812, i suoi archivi andarono perduti a causa di incendi. Nel XIX secolo, nei locali del convento trovavano luogo un seminario teologico e una biblioteca. Nel 1917, nel monastero si trovavano diciassette monaci ed un novizio.

### Periodo sovietico e contemporaneo
Dopo la rivoluzione russa del 1917, il monastero di Andronico venne chiuso. All'interno delle mura del monastero venne creata una delle prime colonie penali della Čeka, in particolare per gli stranieri.
Nel 1928, i sovietici distrussero la necropoli del monastero, dove Andrej Rublëv e soldati della grande guerra del Nord e della guerra patriottica erano seppelliti. Nel 1947, comunque, il monastero di Andronico venne dichiarato monumento nazionale.
Nel 1958, il Museo centrale della cultura e dell'arte antica russa Andrej Rublëv venne aperto all'interno del convento. Nel 1991, la Cattedrale del Salvatore venne restituita alla Chiesa ortodossa russa. Scavi archeologici nel territorio del convento, effettuati nel 1993, portarono alla scoperta di un antico altare e di altre reliquie.

## Monumenti

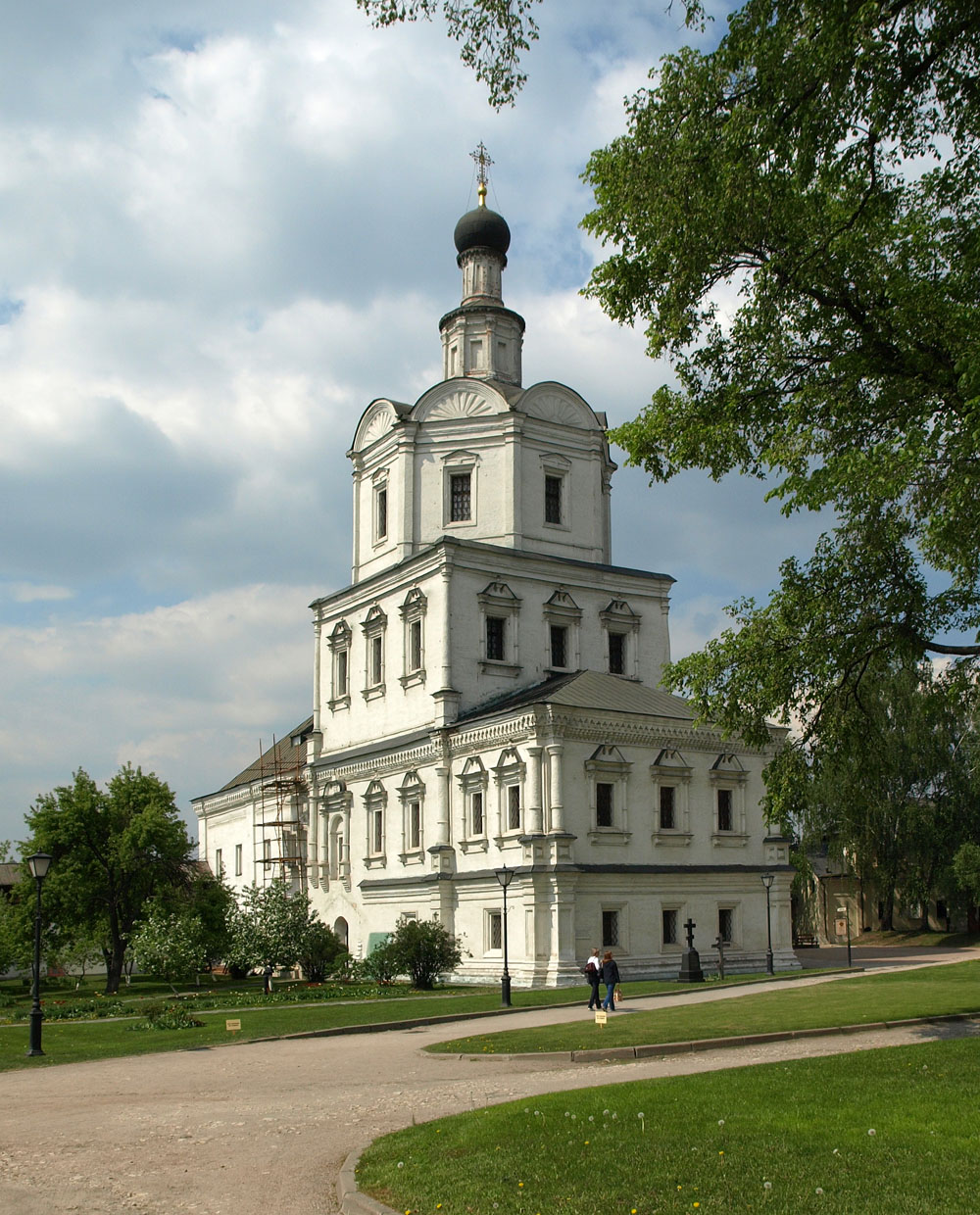
La chiesa dell'Arcangelo Michele, con il refettorio

Fin dagli anni Trenta del XX secolo, quando i comunisti distrussero la cattedrale del Salvatore della Foresta, del XIV secolo, la cattedrale del monastero attirò rinnovato interesse, essendo rimasta la più antica conservata a Mosca. Il suo attuale aspetto è il risultato di un controverso restauro effettuato in epoca sovietica (1959-1960), con cui si cercò di rimuovere ogni aggiunta di periodi successivi. Solo poche tracce degli affreschi di Andrej Rublëv e Daniil Čërnyj rimangono visibili sui muri.
Il secondo più antico monumento dell'abbazia (1504-1506) è l'ampio refettorio, la terza più grande struttura simile, dopo quelli che si trovano nel Palazzo delle Faccette e nel monastero di Volokolamsk. L'adiacente chiesa barocca venne commissionata da Evdokija Lopuchina nel 1694, per commemorare la nascita del figlio, lo Zarevic Aleksej, e contiene i luoghi di sepoltura della famiglia Lopuchin.
Le massicce mura del XVII secolo e le torri, ricordano il periodo in cui il monastero difendeva dagli attacchi da oriente contro il Cremlino. Nel 1795, venne cominciato un campanile neoclassico, uno dei più alti di Mosca. La stupefacente costruzione venne distrutta nel 1929-1932, e i suoi mattoni vennero poi riutilizzati per la costruzione di vicini edifici.